# Rock Your Body
«Rock Your Body» — третий сингл американского певца Джастина Тимберлейка из его дебютного студийного альбома Justified (2002), выпущенный 7 апреля 2003 года.

## О песне
Песня записана при участии Ванессы Маркес, которая в то время была подписана на лейбл Star Trak Entertainment. Сингл был спродюсирован командой The Neptunes. Изначально песня предназначалась для альбома Invincible Майкла Джексона, но после того, как Джексон отказался, The Neptunes продали её Тимберлейку. Быстрая композиция позволила Тимберлейку раскрыть свои вокальные данные и продемонстрировать способность петь фальцетом.
Песня вышла в качестве третьего сингла с альбома Justified. В американском хит-параде Billboard Hot 100 она достигла пятого места и в общей сумме провела в чарте 26 недель. Кроме того, композиция возглавила австралийский хит-парад, а также достигла третьего места в Дании и четвёртого — в Новой Зеландии. Через три года сингл получил «золотую» сертификацию RIAA. К 5 февраля 2005 года было продано более полумиллиона копий.
Видеоклип на песню снял режиссёр Фрэнсис Лоуренс, до этого выпустивший видео к синглу «Cry Me a River». Главную женскую роль сыграла американская модель и танцовщица Стэйси Флад, известная по участию в клипе Энрике Иглесиаса «Bailamos», вышедшем в 1999 году.
Огромный резонанс вызвало исполнение этой песни Тимберлейком в дуэте с Джанет Джексон в перерыве шоу Супербоул-XXXVIII, финального матча американской футбольной лиги NFL, состоявшегося 1 февраля 2004 года. Композиция содержала строку «Спорим, я раздену тебя к концу этой песни», которую артисты восприняли буквально. С последними аккордами выступления, Тимберлейк снял часть топа певицы, обнажив её грудь. Позднее артисты извинились за свой поступок, признавшись, что он был заранее спланирован во время репетиций, но не был согласован с продюсерами MTV и CBS.

## Список композиций
Макси-сингл
1. «Rock Your Body» (Album Version) — 4:28
2. «Rock Your Body» (Sander Kleinenberg’s Just in the Radio Edit) — 3:33
3. «Rock Your Body» (Paul Oakenfold Mix) — 5:41
4. «Rock Your Body» (Instrumental with Beatbox) — 4:28

## Чарты
| Хит-парад (2003)                           | Наивысшая позиция |
| ------------------------------------------ | ----------------- |
| Австралия (ARIA)                           | 1                 |
| Австрия (Ö3 Austria Top 40)                | 56                |
| Бельгия/Фландрия (Ultratop 50)             | 6                 |
| Бельгия/Фландрия (Ultratop Dance)          | 6                 |
| Бельгия/Валлония (Ultratop 50)             | 14                |
| Бельгия/Валлония (Ultratop Dance)          | 6                 |
| Дания (Tracklisten)                        | 3                 |
| Europe (Eurochart Hot 100)                 | 2                 |
| Финляндия (Suomen virallinen lista)        | 6                 |
| Франция (SNEP)                             | 15                |
| Германия (GfK)                             | 25                |
| Венгрия (Rádiós Top 40)                    | 31                |
| Венгрия (Dance Top 40)                     | 37                |
| Ирландия (IRMA)                            | 4                 |
| Италия (FIMI)                              | 21                |
| Нидерланды (Dutch Top 40)                  | 2                 |
| Нидерланды (Single Top 100)                | 6                 |
| Новая Зеландия (Recorded Music NZ)         | 4                 |
| Норвегия (VG-lista)                        | 17                |
| Romania (Romanian Top 100)                 | 6                 |
| Шотландия (OCC Scotland)                   | 2                 |
| Швеция (Sverigetopplistan)                 | 15                |
| Швейцария (Schweizer Hitparade)            | 34                |
| Великобритания (OCC UK Singles)            | 2                 |
| Великобритания (OCC UK Dance)              | 1                 |
| Великобритания (OCC UK Indie)              | 2                 |
| США (Billboard Hot 100)                    | 5                 |
| США (Billboard Adult Pop Airplay)          | 24                |
| США (Billboard Dance Club Songs) · Remixes | 1                 |
| США (Billboard Dance/Mix Show Airplay)     | 3                 |
| США (Billboard Hot R&B/Hip-Hop Songs)      | 45                |
| США (Billboard Pop Airplay)                | 1                 |
| США (Billboard Rhythmic)                   | 7                 |
| Canada (Nielsen SoundScan)                 | 26                |

| Хит-парад (2003)                  | Наивысшая позиция |
| --------------------------------- | ----------------- |
| Australia (ARIA)                  | 46                |
| Australia Club Chart (ARIA)       | 35                |
| Australia Dance (ARIA)            | 19                |
| Belgium (Ultratop 50 Flanders)    | 54                |
| Belgium Dance (Ultratop Flanders) | 44                |
| Belgium (Ultratop 50 Wallonia)    | 82                |
| Belgium Dance (Ultratop Wallonia) | 44                |
| Netherlands (Dutch Top 40)        | 25                |
| Netherlands (Single Top 100)      | 62                |
| New Zealand (Recorded Music NZ)   | 19                |
| US Billboard Hot 100              | 32                |

## Сертификации
| Регион | Сертификация  | Продажи   |
| --- | ------------- | --------- |
| Австралия (ARIA) | 2× Платиновый | 140 000^  |
| Новая Зеландия (RMNZ) | Золотой       | 5000*     |
| Великобритания (BPI) | 2× Платиновый | 1 200 000 |
| США (RIAA) | Золотой       | 2,000,000 |
| * Данные о продажах приведены только на основе сертификации. · ^ Данные о тиражах приведены только на основе сертификации. · Данные о продажах + прослушиваниях приведены только на основе сертификации. |               |           |

## История релиза
| Страна         | Дата          | Формат      | Лейбл                    |
| -------------- | ------------- | ----------- | ------------------------ |
| США            | 7 апреля 2003 | Радио       | Jive Records             |
| Япония         | 6 мая 2003    | Макси-сингл | Sony Music Entertainment |
| Германия       | 19 мая 2003   | Макси-сингл | Sony Music Entertainment |
| Великобритания | 19 мая 2003   | Макси-сингл | Sony Music Entertainment |